# Minnesota City, Minnesota
Minnesota City là một thành phố thuộc quận Winona, tiểu bang Minnesota, Hoa Kỳ. Năm 2010, dân số của thành phố này là 204 người.

## Dân số
- Dân số năm 2000: 235 người.
- Dân số năm 2010: 204 người.